# مات إيفرز
مات إيفرز (بالإنجليزية: Matt Evers)‏ هو متزلج فني أمريكي، ولد في 16 مارس 1976 في سانت بول في الولايات المتحدة.

## وصلات خارجية
- الموقع الرسمي